# Liste der Monuments historiques in Beauvais
Die Liste der Monuments historiques in Beauvais führt die Monuments historiques in der französischen Stadt Beauvais auf.

## Liste der Bauwerke
| Bezeichnung                                                     | Beschreibung | Standort                                                   | Kennzeichnung | Schutzstatus          | Datum          | Bild           |
| --------------------------------------------------------------- | ------------ | ---------------------------------------------------------- | ------------- | --------------------- | -------------- | -------------- |
| Abtei Saint-Lucien                                              |              | Rue Saint-Lucien rue Louis-Prache Rue de l’Abbaye (Lage)   | PA00114499    | Classé Inscrit Classé | 1930 1935 1965 | weitere Bilder |
| Bureau des Pauvres                                              |              | Rue de Buzenval Rue du 27-Juin Rue de Gesvres (Lage)       | PA00114501    | Classé Inscrit        | 1987           | weitere Bilder |
| Kathedrale Saint-Pierre                                         |              | (Lage)                                                     | PA00114502    | Classé                | 1840           | weitere Bilder |
| Friedhofskapelle Notre-Dame-du-Thil                             |              | (Lage)                                                     | PA00114503    | Classé                | 1930           | weitere Bilder |
| Kreuzgang der Kathedrale                                        |              | Rue de l’Abbé-Gelée (Lage)                                 | PA00114504    | Classé                | 1927           | weitere Bilder |
| Notre-Dame de Marissel                                          |              | Rue de Marissel (Lage)                                     | PA00114506    | Classé                | 1913           | weitere Bilder |
| Kirche Notre-Dame-de-la-Basse-Œuvre                             |              | Rue du Musée Rue Saint-Pierre (Lage)                       | PA00114505    | Classé                | 1840           | weitere Bilder |
| Stiftskirche Saint-Barthélemy                                   |              | Place Saint-Barthélemy (Lage)                              | PA00114507    | Inscrit               | 1930           | weitere Bilder |
| Kirche Saint-Étienne                                            |              | Rue de l'Étamine Rue Engrand-Leprince (Lage)               | PA00114508    | Classé                | 1846           | weitere Bilder |
| Ferme du Gros Chêne                                             |              | 236, rue de Savignies (Lage)                               | PA00114992    | Inscrit               | 1992           |                |
| Präfektur (ehemalige Abtei Saint-Quentin)                       |              | Place de la Préfecture (Lage)                              | PA00114500    | Classé Inscrit        | 1963 1989      | weitere Bilder |
| Hôtel de Ville                                                  |              | Place Jeanne-Hachette (Lage)                               | PA00114509    | Classé                | 1912           | weitere Bilder |
| Gebäude                                                         |              | 8, rue Desgroux (Lage)                                     | PA00114510    | Classé                | 1932           |                |
| Lycée Félix-Faure                                               |              | Boulevard de l'Assaut (Lage)                               | PA60000098    | Inscrit               | 2017           | weitere Bilder |
| Haus                                                            |              | 42, rue Jules-Ferry Rue de l'Abbé du Bos (Lage)            | PA60000002    | Inscrit               | 1996           |                |
| Haus                                                            |              | 4/6, rue de l’École du Chant 1 rue du Tourne-Broche (Lage) | PA60000001    | Inscrit               | 1996           |                |
| Haus                                                            |              | 52, rue Gambetta (Lage)                                    | PA00114512    | Inscrit               | 1932           |                |
| Haus                                                            |              | 70, rue de la Madeleine (Lage)                             | PA00114514    | Inscrit               | 1933           |                |
| Maison Gréber                                                   |              | 63, rue de Calais (Lage)                                   | PA00114511    | Classé                | 1979           | weitere Bilder |
| Maison des Trois Piliers (1940 zerstört)                        |              | Place Jeanne-Hachette (Lage)                               | PA00114513    | Classé                | 1889           | weitere Bilder |
| Maladrerie Saint-Lazare de Voisinlieu (Siechenhaus)             |              | 201, rue de Paris (Lage)                                   | PA00114515    | Classé Inscrit        | 1939 1989      | weitere Bilder |
| Ehemaliger Bischofspalast (jetzt Musée départemental de l'Oise) |              | Rue du Musée (Lage)                                        | PA00114516    | Classé                | 1862           | weitere Bilder |
| Gallo-römische Befestigungsanlagen                              |              | Rue Philippe-de-Dreux (Lage)                               | PA00114517    | Classé Inscrit        | 1889 1941 1949 | weitere Bilder |
| Tour Boileau                                                    |              | Rue Desgroux Rue Têtard (Lage)                             | PA00114518    | Inscrit               | 1930           | weitere Bilder |

## Liste der Objekte
- Monuments historiques (Objekte) in Beauvais in der Base Palissy des französischen Kultusministeriums